# وهمان
۳۴°۱۵′۳۹″ شمالی ۴۸°۱۶′۱۵″ شرقی / ۳۴٫۲۶۰۸۳°شمالی ۴۸٫۲۷۰۸۳°شرقی
معنی کلمه ی ((#وهمان ))

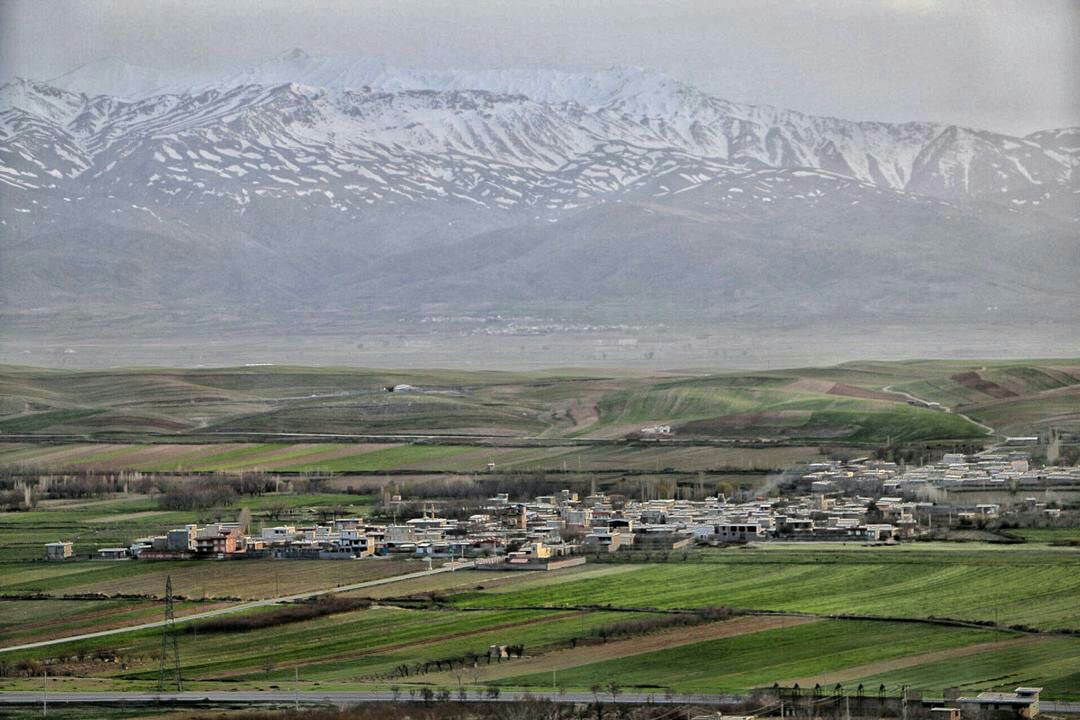

وهمان شباهت بساری با کلمه ی وهومن دارد
وهومن: فرشته ای که بر زرتشت وارد شد که به او پندار نیک، گفتار نیک و کردار نیک را آموخت
وهومن به انسان منشِ نیک آموزش می‌دهد.
وهومن در اوستا «وهومنه»، در پهلوی «وهومن» و در فارسی        «وهمن»یا «بهمن» است
این واژه مرکب است از دو جزء «وهو» به معنی خوب و نیک، و «منه» از ریشه من که در پهلوی «منشن» و «منیتن» از آن آمده است 
که در گذر زمان این اسم تغییر کرده و به            
وهمان تغییر نام داده است
گل یاسمن سفید، رنگ سفید، خروس سفید از نشانه‌های زمینیِ وهومن می‌باشد.
وهمان، روستایی از توابع بخش مرکزی شهرستان نهاوند در استان همدان ایران است.

## جمعیت
این روستا در دهستان طریق الاسلام قرار دارد و براساس سرشماری مرکز آمار ایران در سال ۱۳۹۵، جمعیت آن ۵۵۳ نفر (۱۸۸خانوار) بوده‌است.